# Oui ou non avant le mariage ?
Pour plus de détails, voir Fiche technique et Distribution.
Oui ou non avant le mariage ? (titre original : Under the Yum Yum Tree) est un film américain, réalisé par David Swift, sorti en 1963.

## Fiche technique
- Titre original : Under the Yum Yum Tree
- Titre français : Oui ou non avant le mariage ?
- Réalisation : David Swift
- Scénario : David Swift et Lawrence Roman d'après la pièce de ce dernier
- Photographie : Joseph F. Biroc
- Montage : Charles Nelson
- Musique : Frank De Vol
- Pays d'origine : États-Unis
- Format : Couleurs - 1,85:1 - Mono
- Genre : comédie
- Date de sortie : 1963

## Distribution
- Jack Lemmon (VF : Roger Carel) : Hogan (Logan en VF)
- Carol Lynley (VF : Michèle André (actrice)) : Robin Austin
- Dean Jones (VF : Bernard Woringer) : Dave Manning
- Edie Adams (VF : Nadine Alari) : Dr Irene Wilson
- Imogene Coca (VF : Lita Recio) : Dorkus Murphy
- Paul Lynde (VF : Jacques Dynam) : Murphy
- Robert Lansing (VF : Jean-Pierre Duclos) : Dr Charles Howard
- George de Normand (VF : Fernand Rauzena) : le maître d'hôtel et sommelier
- Irene Tsu : Suzy
- James Darren : lui-même
- Celeste Yarnall : une étudiante